# Forns de calç de Gavà
Els Forns de calç de Gavà són els forns de calç del municipi de Gavà (Baix Llobregat). Almenys quatre d'aquestes obres formen part de l'Inventari del Patrimoni Arquitectònic de Catalunya.

## Forn de Can Llong 1
El Forn de Can Llong 1 és una obra inventariada, situada a la Vall de la Sentiu. Hi ha dues construccions, una està molt trencada i a dins hi ha una figuera, l'altra conserva la porta, un tros del mur de pedra de protecció en un lateral i hi ha una finestra que podria haver estat oberta per l'erosió.

## Forn de Can Llong 2
El Forn de Can Llong 2 és una obra inventariada, situada a la Vall de la Sentiu. És un forn de calç petit amb dimensions aproximades de 2,5m d'amplada i 1,5 de fondària.

## Forn de Can Llong 3
El Forn de Can Llong 3 és una obra inventariada, situada a la Vall de la Sentiu. Té una amplada aproximada de 4,70m i al seu interior hi ha un pi.

## Forn de calç del Camí de les Agulles
El Forn de calç del Camí de les Agulles és una obra popular inventariada, situada a l'antic camí de les Agulles. Per arribar-hi, s'ha de passar can Pardal fins a la riera dels Canyars, creuar la riera i immediatament girar a l'esquerra, paral·lel a la riera. A mà dreta s'obre un camí amb un revolt tancat, pel qual s'ha de pujar cap a uns camps abandonats on hi ha un suport de línia elèctrica d'alta tensió. Agafar el corriol del final del camp (a l'esquerra d'un garrofer) i anar baixant fins al fons de la riera i seguint aquest camí el trobarem sortint de la riera a la dreta (que sembla un altre antic camí).